# تمثال يسوع ملك ديلي
تمثال يسوع ملك ديلي (بالبرتغالية: Cristo Rei of Dili‏) هو تمثال بطول 27 متر، يصور يسوع واقفاً على كرة أرضية في ديلي، تيمور الشرقية. تم تصميم التمثال من قبل محمد سياليلا (المعروف باسم بوليل). تم كشف النقاب عن التمثال رسمياً من قبل سوهارتو في عام 1996 كهدية من الحكومة الإندونيسية لشعب تيمور الشرقية، المقاطعة الإندونيسية في ذلك الوقت. يعد التمثال أحد أهم مناطق الجذب السياحي في تيمور الشرقية.
يقع التمثال والكرة الأرضية التي يرتكز عليها في نهاية شبه جزيرة فاتوكاما، مواجهان للمحيط. يمكن الوصول إليهما من خلال تسلق 597 درجة.

## التاريخ

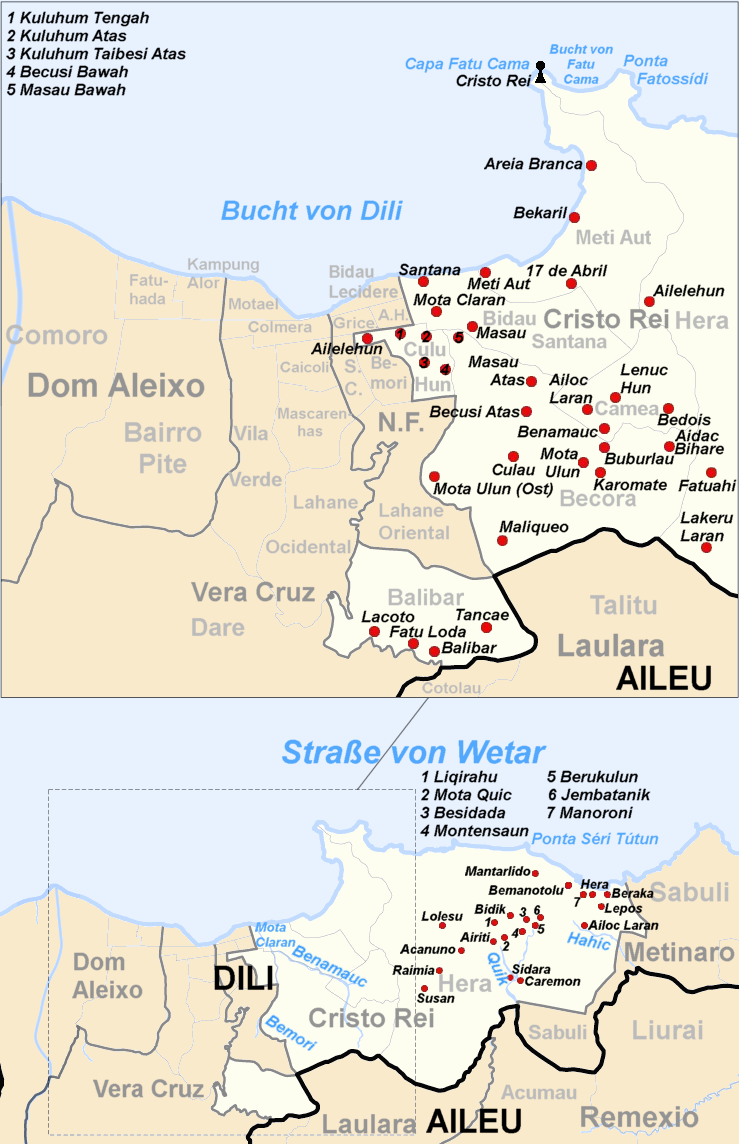
موقع التمثال

اقترح حاكم تيمور الشرقية خوسيه أبيليو أوسوريو سواريس فكرة بناء تمثال يسوع على الرئيس سوهارتو. كان القصد منها أن تكون هدية للذكرى العشرين لاندماج تيمور الشرقية مع إندونيسيا .
عين سوهارتو مدير شركة الطيران الوطنية غارودا إندونيسيا لقيادة المشروع. وكلفه بمسؤولية إيجاد رأس مال لتمويل المشروع، فتم جمع 1.1 مليار روبية (123000 دولار أمريكي). لكن لم يكن ذلك كافياً لإقامة التمثال، وكان هناك حاجة إلى مساهمات من موظفي الخدمة المدنية ورجال الأعمال في تيمور الشرقية لإكمال المشروع، الذي كلف في النهاية أكثر من 5 مليارات روبية (559000 دولار أمريكي).
استغرق بناء جسد التمثال قرابة عام كامل، عن طريق 30 عاملاً في مقاطعة باندونغ. كان مصنوعاٌ من 27 مقطع نحاسي منفصل، ثم تم تحميله على ثلاث مقطورات وشحنه إلى ديلي. استغرق إعادة بناء التمثال، بما في ذلك الكرة الأرضية وصليب يبلغ ارتفاعه 10 أمتار، حوالي ثلاثة أشهر أخرى.
تم الكشف عن التمثال في 15 أكتوبر 1996. شهد الأسقف الروماني الكاثوليكي كارلوس فيليب اكسيمنس بيلو، إلى جانب الرئيس سوهارتو وحاكم تيمور الشرقية خوسيه أبيليو أوسوريو سواريس، الكشف عن هذا التمثال من الجو باستخدام طائرة هليكوبتر.

## رمزية
يبلغ ارتفاع النصب التذكاري (التمثال والكرة الأرضية والركيزة) 27 مترًا، في إشارة إلى اندماج تيمور الشرقية باعتبارها المقاطعة السابعة والعشرين في إندونيسيا. يبلغ ارتفاع التمثال والكرة الأرضية 17 مترًا، وهو إشارة إلى يوم الاستقلال الإندونيسي (17 أغسطس 1945).
التمثال موجه نحو الغرب، الذي يعتقد البعض أنه الاتجاه نحو جاكرتا.

## معرض صور

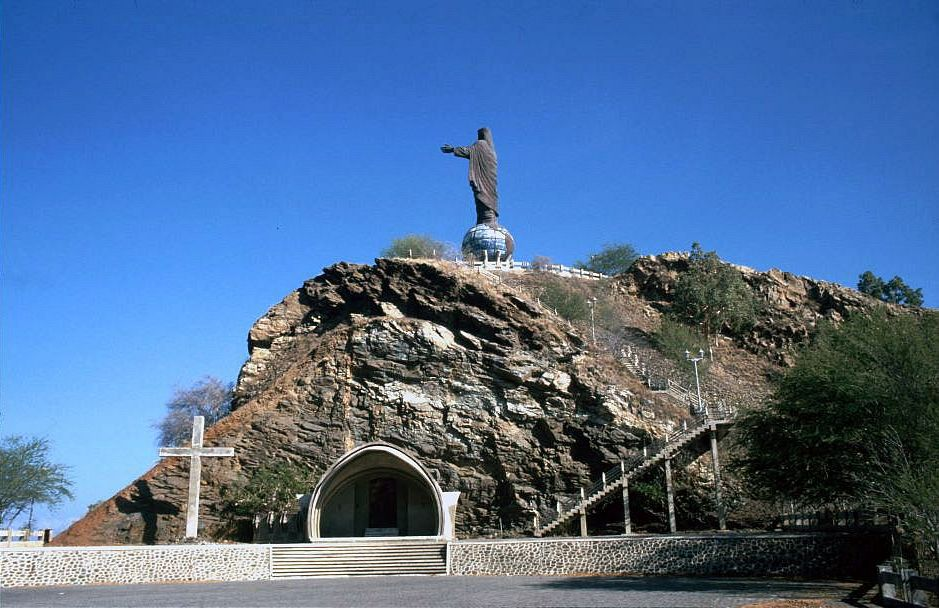
مصلى تحت التمثال
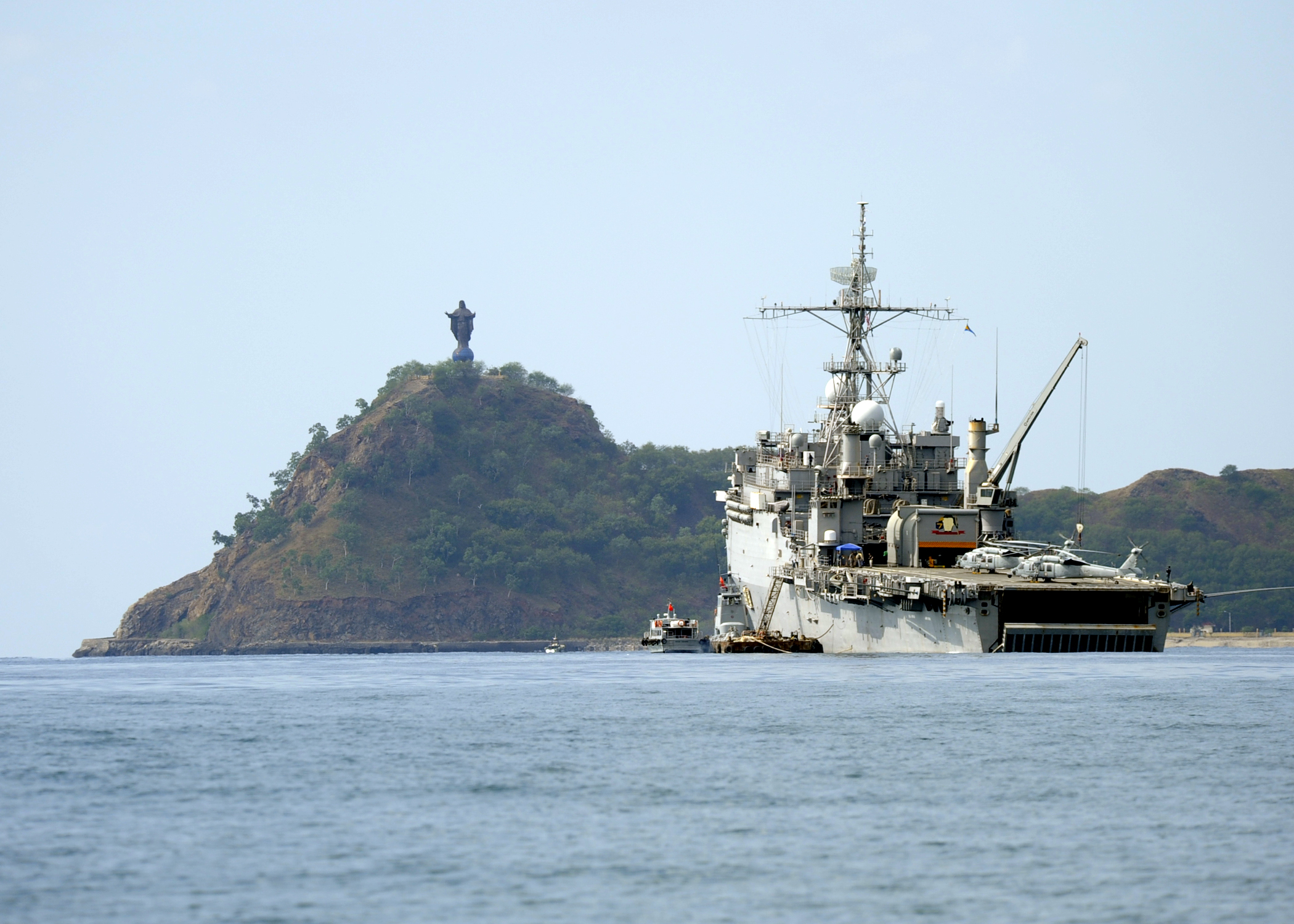
منظر للتمثال من البحر
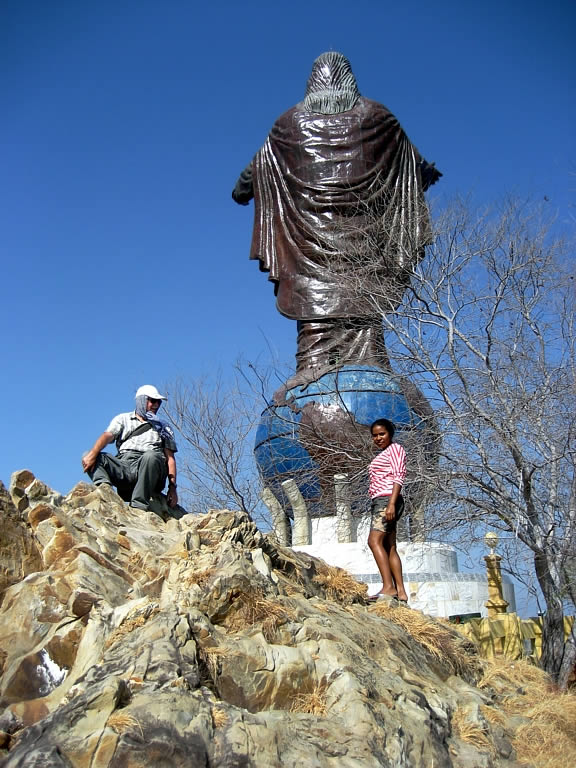
منظر من الخلف
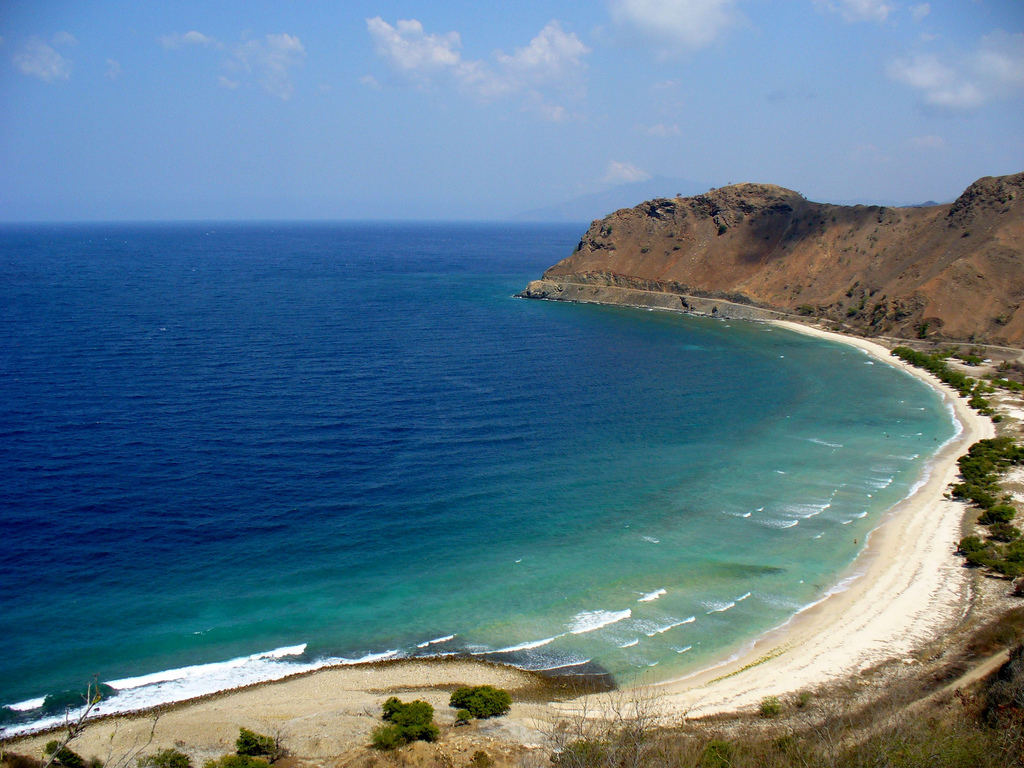
شاطئ يسوع، شرقي ديلي